# محمد خير عرقسوسي
محمد خَير عرقسوسي (1922 - 1999)، كاتب وداعية سوري وُلد في العاصِمَة السوريَّة دمشق.
التحق بالأزهر الشريف ودرس علم النفس في جامعة فؤاد الأول وأكمل تعليمه الجامعي في أواخر 1952م. عاد إلى دمشق وعُين بعدها ملحقاً تعليمياً في السفارة السوريَّة بباكستان وأمضى فِيهَا ثلاث سنوات، وحصل على ماجستير في علم النفس من جامعة كراتشي. حصل على الدكتوراه في التَّربِيَة المُقارنة والتخطيط التربوي من معهد جان جاك روسو بجامعة جنيف.
شارك في تَأسِيس كل من كلية التَّربِيَة بجامعة الرياض (جامعة الملك سعود حاليًا)، وقسم الدراسات العليا في كلية الشريعة بجامعة مكة المكرمة، وكلية التربية في جامعة الملك عبد العزيز بمكة المكرمة، وكلية التربية بجامعة الخرطوم، وفي تعريب كلية الآداب والعلوم الإنسانية بجامعة محمد الخامس بالرباط.

## وفاته
تُوفيَّ في 25 ربيع الأول 1420 هـ المُوافق 9 يوليو 1999 بمدينة سلا بالمغرب العربي.

## مؤلفاته
- الموازنة في أصول التربية المقارنة، المكتبة الأموية بدمشق، 1966.[4]
- السلم المعياري التربوي وتطبيقاته في التربية المقارنة.
- الأصول الإسلامية للتربية، الدار العربية للعلوم - ناشرون، المكتب الإسلامي للطباعة والنشر، 1998.[5]
- التعلم نفسياً وتربوياً (بالاشتراك مع محمد مصطفى زيدان، ويوسف القاضي) دار اللواء، 1983.[6]
- ابن سينا والنفس الإنسانية – بالاشتراك مع حسن ملا عثمان.
- في علم الحسبان.
- ابن خلدون: حياته ومقدمته.
- الدراسات النفسية عند المسلمين
- التوجهات الإسلامية للعلوم النفسية